# Tomas Roggeman
Tomas Roggeman (Oudegem, 30 oktober 1986) is een Belgisch Vlaams-nationalistisch politicus actief binnen de N-VA.

## Levensloop
Roggeman studeerde af in 2010 met een master geschiedenis met grote onderscheiding en algemene economie met grootste onderscheiding aan de Universiteit Gent. Van 2010 tot 2011 was hij praktijkassistent aan de UGent en nadien van 2011 tot 2012 junior expert voor marktanalyse en productplanning bij Honda Motors Europe. Nadien volgde hij van 2012 tot 2013 een wetenschappelijke carrière als onderzoeker en doctorandus aan de KU Leuven bij het Steunpunt Internationaal Vlaanderen en de onderzoekseenheid MSI en de Vlerick Business School.
In 2009 sloot Roggeman zich aan bij de N-VA. Van mei 2013 tot mei 2019 was hij parlementair medewerker bij de Kamerfractie van de N-VA, gespecialiseerd in overheidsbedrijven en publieke infrastructuur. 
Bij de gemeenteraadsverkiezingen van oktober 2012 werd hij verkozen tot gemeenteraadslid voor N-VA in zijn woonplaats Dendermonde. Hij was bij zijn start in januari 2013 het jongste gemeenteraadslid van de stad en voerde mee met de rest van de N-VA fractie oppositie tegen een CD&V-sp.a-meerderheid.
Op 28 februari 2015 werd hij verkozen tot nationaal voorzitter van de Jong N-VA, de jongerenorganisatie van de N-VA, wat hij bleef tot in augustus 2019. Hij werd verkozen op basis van een vernieuwingsproject dat van Jong N-VA de motor van vernieuwing wilde maken voor de N-VA en voor de Vlaamse Beweging.
In juni 2018 verscheen bij uitgeverij Doorbraak een boek dat hij schreef samen met Karim Van Overmeire en Maarten Vanderbeke, "Honderd Keer Vlaanderen", een boek met honderd korte getuigenissen over het volk tussen Noordzee en Maas.
Bij de gemeenteraadsverkiezingen van oktober 2018 werd hij in Dendermonde herverkozen. CD&V wisselde als coalitiepartner voor het stadsbestuur sp.a in voor N-VA. Ditmaal werd hem aangeboden toe te treden tot het college van burgemeester en schepenen en werd Roggeman schepen van sociale zaken, welzijn, wonen, dierenwelzijn en integratie. Hij zetelde in het schepencollege tot in december 2024. Na de gemeenteraadsverkiezingen van oktober 2024 belandde N-VA weer in de oppositie, omdat CD&V een bestuur vormde met het socialistische Vooruit en het liberale Vernieuwingen. Roggeman werd vervolgens fractieleider voor N-VA in de gemeenteraad.
Roggeman werd bij de verkiezingen van 26 mei 2019 verkozen tot lid van de Kamer van volksvertegenwoordigers voor de kieskring Oost-Vlaanderen, een functie die hij uitoefende tot in 2024. Hij werd in de Kamer ondervoorzitter van de commissie Mobiliteit en Overheidsbedrijven en concentreerde zich voornamelijk op de dossiers rond de NMBS, asiel en migratie, de Regie der Gebouwen en de Nationale Loterij. 
Bij de verkiezingen van 9 juni 2024 werd Roggeman verkozen in het Vlaams Parlement. Hij werd vast lid van de commissie Mobiliteit en Openbare Werken.